# Claudio Casadio
Claudio Casadio (Ravenna, 11 novembre 1958) è un attore teatrale e attore cinematografico italiano cofondatore, con Ruggero Sintoni, della compagnia teatrale Accademia Perduta/Romagna Teatri.
Recita in italiano, francese e spagnolo. Con i suoi spettacoli si è esibito nei più importanti Teatri italiani ed europei ed è stato ospite in numerosi festival internazionali.

## Biografia
Nel 1982 consegue il diploma presso l'Accademia Antoniana di Arte Drammatica di Bologna e fonda, con Ruggero Sintoni, la compagnia Accademia Perduta/Romagna Teatri.
Nello stesso anno inizia la propria carriera artistica come protagonista e autore dello spettacolo La fiaba dell'oro e del sapone, ruoli che ricoprirà anche per le successive produzioni della compagnia Accademia Perduta/Romagna Teatri per le quali firmerà anche la regia.
Dopo aver calcato i palcoscenici italiani, nel 2004, con lo spettacolo Hansel e Gretel di Marcello Chiarenza, affronta la prima tournée internazionale in Francia e Spagna. Nel 2008 lo spettacolo è chiamato a rappresentare l'Italia al Theaterherbst in Berlin, festival organizzato dall'ETI in collaborazione con l'Istituto Italiano di Cultura a Berlino.
La collaborazione con Marcello Chiarenza prosegue con la pièce Pollicino (2004). Con questo spettacolo è ospite in prestigiosi Teatri italiani, quali Il Piccolo di Milano e l'Eliseo di Roma, prima di intraprendere una tournée internazionale che lo porterà in Francia, Spagna, Svizzera, Portogallo.
Con Pollicino, Claudio Casadio è altresì ospite, nel 2006, a Teatralia, festival delle arti sceniche a Madrid (Spagna), mentre nel 2007 partecipa e vince al festival Momix di Kingersheim (Francia) . Nel 2008 lo spettacolo vince il Biglietto d'Oro AGIS-ETI.
Nel 2007 e 2009 la compagnia spagnola Teatro Paraiso di Bilbao gli affida la regia degli spettacoli Los musicos de Bremen e El flautista magico.
Dal 2009 al 2011, con un'antologia delle suoi migliori spettacoli, partecipa al festival dei 2Mondi di Spoleto, dove, nel 2010, debutta con lo spettacolo L'Orchetto, interpretato con Daniela Piccari, scritto da Suzanne Lebeau e diretto da Marcello Chiarenza.
Nel 2009 debutta sul grande schermo interpretando il ruolo di Armando, protagonista maschile di L'uomo che verrà di Giorgio Diritti. La pellicola, che vede Claudio Casadio recitare accanto a Maya Sansa e Alba Rohrwacher, viene presentata in concorso alla quarta edizione del Festival Internazionale del Film di Roma dove vince il Marc'Aurelio d'Oro del pubblico al miglior film e il Gran Premio della Giuria Marc'Aurelio d'Argento. Nel 2010, il film ottiene sedici candidature ai David di Donatello, vincendo tre premi, fra cui quello per miglior film, e sette candidature ai Nastri d'argento, vincendo tre premi. La carriera cinematografica di Claudio Casadio prosegue con Romanzo di una strage, film di Marco Tullio Giordana sulla strage di Piazza Fontana, uscito nel marzo del 2012.
Nelle stagioni teatrali 2012/13 e 2013/14 è protagonista, insieme a Giulio Scarpati, di Oscura immensità, uno spettacolo che Massimo Carlotto ha adattato per il palcoscenico dal suo romanzo L'oscura immensità della morte. La pièce, prodotta da Teatro Stabile del Veneto e Accademia Perduta/Romagna Teatri, è diretta da Alessandro Gassmann.
Nelle Stagioni Teatrali 2014/15 e 2015/16 è protagonista, insieme a Pamela Villoresi, dello spettacolo Il mondo non mi deve nulla, prodotto da Teatro e Società e Accademia Perduta/Romagna Teatri, scritto nuovamente da Massimo Carlotto e diretto da Francesco Zecca.
Nel 2015 è interprete dello spettacolo Mar del Plata, scritto da Claudio Fava e, dal 2018, di La Classe di Vincenzo Manna, entrambi diretti da Giuseppe Marini.
Nel 2021 debutta al Festival Lucca Comics&Games con L'Oreste, spettacolo di graphic novel theatre scritto da Francesco Niccolini, illustrato da Andrea Bruno e nuovamente diretto da Giuseppe Marini.

## Filmografia
- L'uomo che verrà, regia di Giorgio Diritti (2009)
- Romanzo di una strage, regia di Marco Tullio Giordana (2012)